# Jakub Najmanowicz
Jakub Najmanowicz Naymanowic (ur. ok. 1584 w Krakowie, zm. 23 listopada 1641 tamże) – profesor prawa i rektor Akademii Krakowskiej, kanonik krakowski.

## Życiorys
Pochodził z rodziny mieszczańskiej, był synem zamożnego kupca Jakuba, starszym bratem lekarza i profesora Krzysztofa. W 1596 zapisał na Akademię Krakowską, wkrótce wyjechał na koszt swego wuja Jana Stefańskiego, kanonika sandomierskiego, na dalsze studia do Włoch i Francji, ok. 1604 promował się w Paryżu na doktora filozofii. Dyplom nostryfikował w Krakowie w 1605 rozpoczynając wykłady na Akademii. W 1609 wyjechał prawdopodobnie do Włoch, przebywał w Padwie, skąd w 1610 r. udał się do Rzymu, gdzie na Wydziale Prawa uzyskał 21 lutego 1611 tytuł doktora obojga praw. Po powrocie do kraju objął w 1613 za zgodą kapituły katedralnej stanowisko prefekta Seminarium Zamkowego na Wawelu. 
W 1621 po raz pierwszy został rektorem Akademii Krakowskiej, urząd ten powierzano mu jeszcze 15-krotnie. Wdał się w wieloletni spór z jezuitami w obronie przywilejów Uniwersytetu. Dzięki nieustępliwości Najmanowicza komisja królewska ostatecznie 15 marca 1633 wydała wyrok nakazujący zamknięcie szkół jezuickich w Krakowie. Na sejmie warszawskim w 17 marca 1635 wyjednał uchwalenie konstytucji rozszerzającej monopol nauczania Akademii i zakazującej na przyszłość otwierania innych szkół w samym Krakowie i na jego przedmieściach. Wielokrotnie również przeciwstawiał się wszelkim próbom ograniczenia przywilejów akademickich, uprawnień rektora do cenzury książek w 1621 i dysponowania majątkiem zmarłych bez testamentów profesorów w 1632. 
W 1626  został kanonikiem kapituły krakowskiej. Zmarł zaledwie w kilka tygodni po wyborze na 16 z kolei kadencję rektorską, żegnany jako nieustraszony praw i przywilejów Akademii. Pochowany został w kaplicy Doktorów (Szafrańców) w katedrze wawelskiej, gdzie umieszczono również jego epitafium nagrobne z czarnego marmuru.